# Henry Moore Harrington
Henry Moore Harrington (30 avril 1849 - 25 juin 1876) était un officier militaire des États-Unis du 7e régiment de cavalerie, qui mourut aux côtés de George Armstrong Custer à la bataille de Little Big Horn, dans le Territoire du Montana.
Après la bataille, son corps ne fut pas identifié, et il fut déclaré disparu au combat.

## Sources
- Coldwater Republican, Coldwater (Michigan) (1868–1876)
- Cross, Walt, Custer's Lost Officer: The Search for Lieutenant Henry Moore Harrington, 7th U.S. Cavalry, Cross Publications (2005).
- Horsted, Paul and Ernest Grafe, Exploring with Custer: The 1874 Black Hills Expedition, Custer (Dakota du Sud): Golden Valley Press (2002).
- Mills, Charles K., Harvest of Barren Regrets the Army Career of Frederick William Benteen 1834–1898, Glendale, California: The Arthur H. Clark Company (1985).
- Magnussen, Daniel O. Ed., Peter Thompson’s Narrative of the Little Bighorn Campaign 1876, Glendale (Californie): The Arthur H. Clark Company (1974).
- Scott, Douglas D. et al., They Died With Custer, Norman (Oklahoma) and London: University of Oklahoma Press (1998).
- Utley, Robert M., Custer and the Great Controversy: The Origin and Development of a Legend, Pasadena (Californie): Westernlore Press (1980).